# Leon Skleros
Leon Skleros (mittelgriechisch Λέον Σκλήρος; * um 775; † 811/24) war ein byzantinischer Feldherr und 811 Strategos des Themas Peloponnes. Er ist der älteste namentlich bekannte Vertreter der Familie der Skleroi, die im 9. und 10. Jahrhundert zu den mächtigsten Familien des byzantinischen Reiches zählten. Er selbst trug durch seine Ehe mit Eirene Mamikonjan wesentlich zum Aufstieg seiner Familie bei.

## Herkunft
Über die Herkunft der Familie der Skleroi (griechisch Σκληροί) gibt es keine genauen Angaben in den zeitgenössischen Quellen. Allgemein wird jedoch angenommen, dass die Familie armenischen Ursprungs ist, da die Ländereien der ältesten bekannten Familienmitglieder im Nordosten Kleinasiens, entweder in Kleinarmenien oder im Thema Sivas lagen und da die Vornamen der Familienmitglieder vielfach armenischer Herkunft waren.
Gewiss ist, dass sie zu den ältesten und reichsten byzantinischen Adelsgeschlechtern zählten. Dass Leon Skleros aus einer sehr angesehenen Familie stammte, lässt sich daraus schließen, dass er als Schwiegersohn in eine der mächtigsten Familien des Reiches – der Familie der Mamikonjan aufgenommen wurde.

## Leben

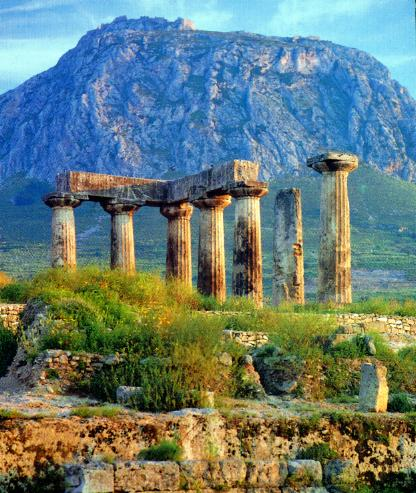
Akrokorinth im Hintergrund hinter dem Tempel des Apollo

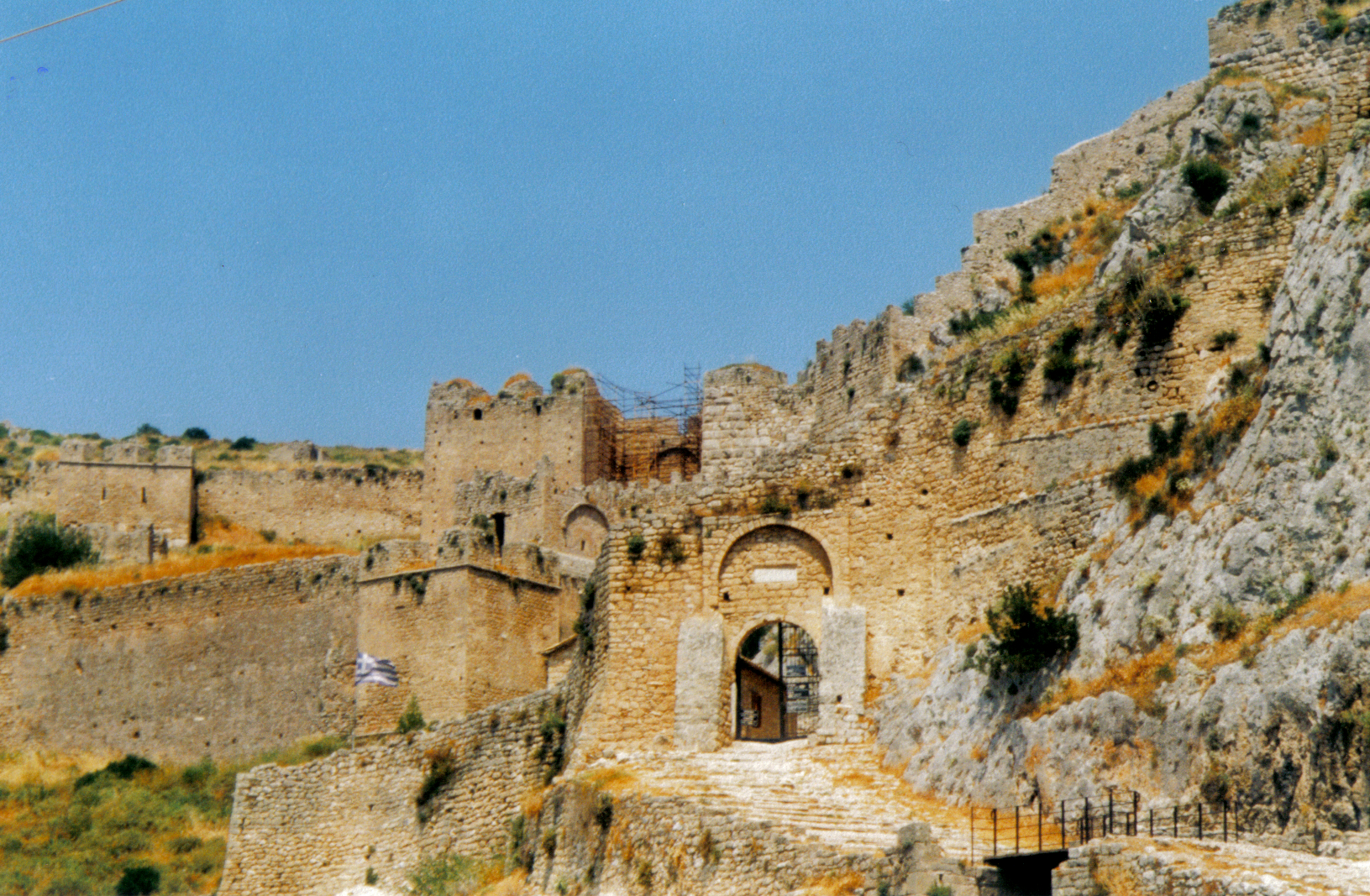
Das erste Tor Akrokorinths

Über das Leben des Leon Skleros ist nicht sehr viel bekannt. Sein Name erscheint erstmals in der „Chronik von Monemvasia“, in der Ereignisse vom Ende der Regierung Justinians bis in die Herrschaftszeit von Nikephoros I. (802–811) aufgezeichnet sind. Demnach war er im Jahre 805 Militärgouverneur (Strategos) des Themas (Provinz) Peloponnes und war beauftragt, die aufständischen Slaven auf dem Peloponnes zu unterwerfen. Dort wird er als „Skleros aus Kleinarmenien“ genannt, was auf seine familiäre Herkunft hindeutet. Er ist der erste bekannte Strategos des Themas Peloponnes, das erst um das Jahr 800 durch Teilung des Themas Hellas entstand, das zuvor die Gesamtheit der von Byzanz beherrschten Teile der Halbinsel Peloponnes umfasste. Die Hauptstadt – und damit Residenz des Leon Skleros – war Korinth und dort die Festung Akrokorinth auf dem Tafelberg in der Nähe der Stadt Korinth, die seit der Antike als Akropolis diente und von den byzantinischen Gouverneuren ausgebaut und neuerlich befestigt wurde.
Sein Leben wurde wesentlich durch seine Ehe mit Eirene Mamikonjan geprägt. Eirene stammte aus dem gleichnamigen armenischen Fürstenhaus, das seit dem 4. Jahrhundert über die Funktion des Sparapet, das heißt des Oberkommandierenden der armenischen Streitkräfte, als Erbamt verfügte und ab dem 4. Jahrhundert die mächtigste Dynastie in Armenien war, bis sie im 8. Jahrhundert von der Dynastie der Bagratiden verdrängt wurde.

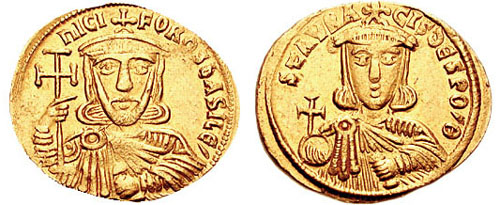
Goldsolidus des Nikephoros I. und seines Sohnes und Mitregenten Staurakios.

Bedeutend war der Vater von Eirene, der General Bardanes „Tourkos“ (der Türke) Mamikonjan (* 755/60, † nach 803), der nicht nur Domestikos ton scholon (Oberkommandierender der Reichstruppen), Senator etc. war, sondern auch in die Reichspolitik eingriff. Er war ein Anhänger der Kaiserin Irene (797–802), die vorübergehend von Kaiser Karl dem Großen (800–814) als Ehefrau vorgesehen war, um das westliche mit dem östlichen Römischen Reich zu einem universalen Imperium zu verbinden. Kaiserin Irene, die nicht gezögert hatte, im Jahre 797 ihren eigenen Sohn, den Kindkaiser Konstantin VI., blenden zu lassen, um selbst die Herrschaft zu übernehmen, wurde jedoch 802 von ihrem Finanzminister gestürzt, der als Nikephoros I. (802–811) die Herrschaft übernahm. Obwohl Bardanes Tourkos – der Schwiegervater des Leon Skleros – die Kaiserin Irene unterstützt hatte, wurde er als tüchtiger General von Kaiser Nikephoros I. zum Oberkommandierenden der anatolischen Armeen ernannt. Ein Jahr später rebellierte er jedoch gegen den Kaiser und brach mit seinen Truppen im Juli 803 nach Konstantinopel auf, um selbst die Macht zu übernehmen. Es blieb jedoch beim Versuch, da ihn wichtige Kommandeure verließen und er daher den Marsch auf die Hauptstadt als aussichtslos aufgeben musste. Er unterwarf sich daher Nikephoros I. und zog sich als Mönch in ein Kloster zurück.
Es gibt keinen schriftlichen Hinweis darauf, dass Leon Skleros an dieser Aktion teilgenommen hat, es erscheint jedoch höchst unwahrscheinlich, dass er als junger General und Schwiegersohn sich von einem Aufstand ferngehalten hätte, der seinen Schwiegervater zum Kaiser des Byzantinischen Reiches gemacht und Leon dadurch eine glänzende Zukunft eröffnet hätte.
Mit dem unfreiwilligen Verzicht seines Schwiegervaters zerschlugen sich wohl auch allfällige hochfliegende Pläne des Leon Skleros. Trotz dieses Rückschlags blieb die Beziehung zur Familie seiner Frau für Leon Skleros von Bedeutung. Durch seine Schwester war er ein Onkel von Leo V. (813–820) und durch seine Tochter Thekla war er der Schwiegervater von Michael II. (820–829) aus der amorischen Dynastie und Großvater von Theophilos (829–842).
Leon Skleros war durch den Abgang seines Schwiegervaters, der im Kloster „sicherheitshalber“ – vermutlich auf Befehl Nikephoros I. – geblendet worden war, zwar die ganz große Karriere verwehrt, er wird jedoch im Jahr 811 in einer wichtigen Funktion – als Strategos des Themas Peloponnes genannt. Er hatte das Glück, dieses Kommando zu verwalten, da Nikephoros I. im gleichen Jahr gegen den Bulgarenkhan Krum, der von 803 bis 814 regierte, am 24. Juli 811 in der Schlacht am Warbiza-Pass eine vernichtende Niederlage erlitt, in der sein Heer vernichtet wurde und er selbst den Tod fand.
Leon Skleros wird später nicht mehr in den Quellen erwähnt, sodass sein genaues Todesdatum nicht feststeht, er starb wohl zwischen 811 und 824.

## Ehe und Nachkommen
Leon Skleros war mit Eirene (*um 780, + 824) aus dem alten armenischen Fürstenhaus der Mamikonjan verheiratet, die eine Tochter des Bardanes Tourkos Mamikonjan (* 755/60, + nach 813), Domestikos ton Scholon, 803 Rebell und Gegenkaiser, und der Dominika war, die nach Christian Settipani eine entfernte Verwandten des Maurikios (582–602).
Die Zahl seiner Kinder ist nicht bekannt. Er dürfte jedoch zumindest einen Sohn und eine Tochter gehabt haben.
- N Skleros (* um 800, + nach 838): Er tritt 838 als byzantinischer Feldherr auf, zerstritt sich jedoch mit Kaiser Theophilos (829–843), mit dem er verschwägert war, und trat aus Zorn in den Dienst der Araber, kämpfte auf deren Seite gegen Byzanz, geriet später aber in Konflikt mit Umar al-Aqta, dem Emir von Malatya.[5] Er war damit eine Art von Gegenstück zu dem Kurden Nasr, einem Mitglied der persischen politisch-religiösen Sekte der Churramiten, der, verfolgt vom Kalifat der Abbasiden, nach einer Niederlage im Jahre 834 mit 14.000 Glaubensgenossen aus dem westlichen Iran nach Armenien in den Schutz des Byzantinischen Reiches floh, dort zum Christentum konvertierte und unter dem Namen Theophobos zu einem der führenden Generäle des Kaisers Theophilos wurde.[6]

- Euphrosine Skleraina (* c. 805, + n. 842), wird 823 Nonne